# Incursão da Turquia no norte do Iraque em 2008
A incursão turca no norte do Iraque, codinome Operação Sol (em turco: Güneş Harekâtı) pelas forças armadas turcas, começou em 21 de fevereiro de 2008, quando o exército turco enviou tropas para o norte do Iraque a fim de atacar os membros do Partido dos Trabalhadores do Curdistão (PKK).
A ofensiva terrestre foi precedida de bombardeios aéreos da Força Aérea turca contra acampamentos do PKK no norte do Iraque, que començou em 16 de dezembro de 2007. Esta, constituiu a "primeira incursão terrestre" do Iraque desde a invasão norte-americana de 2003. Segundo o Chefe do Estado-Maior turco, a Força Aérea Turca destruiu mais de 300 objetivos e erradicou mais de 700 militantes do PKK até janeiro de 2008, quando lançou a ofensiva terrestre.
As primeiras informações indicavam que cerca de 10.000 tropas tinham tomado parte na ofensiva, enquanto relatórios posteriores indicaram apenas algumas centenas.